# Los Megaexitos Radio
Los Megaexitos (proyecto creado como Los Megaexitos, en Barcelona, España) es una web musical en streaming sin descarga y sin ánimo de lucro', que fue promovida por aficionados a la radio y amantes de la buena música y se basó en los grandes éxitos internacionales en Español e inglés, con el objetivo de acercar la música al gran público en beneficio de todos los artistas, creadores y promotores musicales, para ayudarlos a difundir la cultura musical entre el público en general y en especial hacerla llegar a los más jóvenes, para que conozcan los estilos musicales de otras generaciones y sepan apreciar todos los estilos musicales y el verdadero valor de la creación musical, así como reconocer el trabajo y esfuerzo que realizan los compositores, autores, sellos discográficos, emisoras de radio, artistas y promotores musicales, en beneficio de todos; particulares y negocios, que pueden tener música en todas partes y lugares, gracias al trabajo de la gran industria musical.
Los Megaexitos es una web online sin ánimo de lucro sin ingresos ni donaciones de ningún tipo que tras un período de pruebas, se puso oficialmente en marcha en un principio, a través de la desaparecida plataforma Radionomy, y que hoy día continúa ofreciendo sus servicios gratuitos y sin generar ingresos de ningún tipo, desde la web donde poder descubrir el espíritu y la esencia del mundo musical y concienciarse del esfuerzo que realizan todos los actores involucrados.

## Programación
La programación de Los Megaexitos se compone de una selección musical muy cuidada, donde entran todo tipo de estilos musicales incluidos el Rock y la música de baile, pero domina el pop y está enfocada a todo el público y de todas las edades, para que puedan descubrir la historia de la música moderna y oír los éxitos que escuchaban otras generaciones. 
El formato adulto contemporáneo joven de la fórmula, mezcla los sub-formatos Soft AC y Hot AC para dar más diversidad musical a la selección de canciones que la componen, siendo única en el mercado por lograr unir a público de diferentes edades y clases sociales, encontrando un lugar donde la música habla por sí misma. Es importante destacar que es en abierto y gratis para el público, siendo la música la única protagonista. Siempre en abierto, gratis, sin cuotas que pagar y en beneficio de todos los artistas y autores, para su progreso y crecimiento profesional.

## Audiencia
A los oyentes de Los Megaexitos les gusta la música de los 70s 80s 90s y 2000s y prefieren escuchar variedad musical todo el tiempo. Miles de oyentes, avalan la calidad de este proyecto musical, que continúa creciendo en número de amigos, por tener la mayor variedad musical sin interrupciones. 
La tecnología de streaming online, permite medir en tiempo real los oyentes conectados a la corriente de streaming, ya sea desde la web, o desde diferentes directorios online, como los sites especializados tunein u otras importantes plataformas en línea como radio.net, etc.
El nivel de oyentes ha ido creciendo desde los inicios de este proyecto y a fecha junio de 2025 la cifra de personas tanto hombres como mujeres que escuchan Los Megaexitos, cada vez se aproxima más al millón de oyentes, repartidos entre diversas edades y clases sociales. Es un gran logro para un proyecto con cero financiación, sin recursos económicos y sin ingresos de ningún tipo, por ser un proyecto sin ánimo de lucro.
Los colaboradores que lo hacen posible trabajan gratis por su pasión musical y radiofónica y todo por los oyentes y para su único beneficio. Los Megaexitos no tienen ingresos de ninguna clase ni dinerarios ni en especie, no aceptan donaciones y no venden espacios para anunciantes, es un proyecto en abierto libre, gratuito y sin publicidad.

## Escuchar Los Megaexitos
Disfrutar de Los Megaexitos es fácil, porque se pueden encontrar dentro de internet con mucha facilidad en innumerables sitios, son muchos los directorios online que ofrecen la posibilidad de escuchar desde ordenadores, tabletas, móviles, etc, haciendo llegar la señal a través de sus webs a miles de oyentes en muchos sitios.
Los Megaexitos pueden escucharse desde diversas emisoras en FM, DAB+ y Online, porque captan la señal original que es libre y en abierto y la repiten, pero estas emisoras no pertenecen a Los Megaexitos son completamente ajenas y el uso que hacen de la señal de Los Megaexitos es totalmente y absolutamente, bajo su propia y única responsabilidad.

## Objetivos y Finalidad
El objetivo del proyecto es la difusión cultural gratis y libre para todos. Nadie  pedirá a nadie dinero de ninguna forma u otro tipo de contraprestación para poder disfrutar de Los Megaexitos. 
La finalidad es claramente colaborar en la diversidad cultural, su promoción y su difusión de manera totalmente altruista. Si quieres contribuir al progreso de Los Megaexitos, tienes que entrar en la su web y contactar con el grupo de colaboradores que serán quienes te ayuden en tus primeros pasos en el proyecto.
- Datos: Q65159590